# Ramón Puyol Román
Ramón Puyol Román (Algeciras, 25 de febrero de 1907-Íd., 4 de agosto de 1981) fue un pintor y escenógrafo español. Sobrino del también artista José Román. Fue el autor del cartel para el bando republicano que contenía la frase «No pasarán», que había pronunciado Dolores Ibárruri en uno de sus famosos discursos del comienzo de la Guerra civil.

## Biografía
Siendo joven viaja a Madrid donde ingresa en la Escuela de Bellas Artes de San Fernando, donde conoció a los artistas más importantes de su tiempo (Lorca, Alberti). Allí se casó con la escritora Luisa Carnés, militantes ambos del PCE. Vivió y trabajó en París, Moscú y Roma.
Trabajó en las escenografías de varias obras de relevancia como La Chinche, de Vladimir Maiakovski. Llevó a cabo numerosas ilustraciones a todo tipo de obras literarias y colaboró con la prensa comunista (Mundo Obrero, Frente Rojo…). En 1933 ganó la medalla de oro de la Exposición Nacional de Pintura. 
En 1937 realizó el mural de la Segunda República española en la Exposición Internacional de París, también llevó a esta numerosas litografías utilizadas en la propaganda republicana y destacados carteles del bando republicano durante la guerra civil española. 
Al acabar la guerra fue encarcelado y tras dos condenas a muerte que no se llevaron a cabo se le condenó a trabajos forzados en la restauración de frescos en El Escorial y el Palacio Real de Madrid; cuando salió libre tuvo que subsistir pintando puertas hasta que nuevamente consiguió trabajo en la revista La Móvil. 
Volvió a su ciudad de nacimiento en 1968 y allí murió el 4 de agosto de 1981.

## Familia
Su hermano Miguel fue periodista y llegó a fundar varias publicaciones.